# Кимпань (комуна)
Кимпань, Кимпані (рум. Câmpani) — комуна у повіті Біхор в Румунії. До складу комуни входять такі села (дані про населення за 2002 рік):
- Валя-де-Сус (326 осіб)
- Кимпань (921 особа) — адміністративний центр комуни
- Сігіштел (361 особа)
- Финаце (692 особи)
- Хирсешть (369 осіб)

Комуна розташована на відстані 362 км на північний захід від Бухареста, 76 км на південний схід від Ораді, 87 км на захід від Клуж-Напоки, 130 км на північний схід від Тімішоари.

## Населення
За даними перепису населення 2002 року у комуні проживали 2669 осіб.
Національний склад населення комуни:
| Національність | Кількість осіб | Відсоток |
| -------------- | -------------- | -------- |
| румуни         | 2658           | 99,6%    |
| цигани         | 8              | 0,3%     |
| угорці         | 2              | 0,1%     |
| греки          | 1              | < 0,1%   |

Рідною мовою назвали:
| Мова      | Кількість осіб | Відсоток |
| --------- | -------------- | -------- |
| румунська | 2660           | 99,7%    |
| циганська | 8              | 0,3%     |
| угорська  | 1              | < 0,1%   |

Склад населення комуни за віросповіданням:
| Релігія        | Кількість осіб | Відсоток |
| -------------- | -------------- | -------- |
| православні    | 2465           | 92,4%    |
| п'ятдесятники  | 197            | 7,4%     |
| греко-католики | 2              | 0,1%     |
| баптисти       | 2              | 0,1%     |